# Sains-lès-Marquion British Cemetery
Le Sains-lès-Marquion British Cemetery (Cimetière britannique de Sains-lès-Marquion) est un cimetière militaire de la Première Guerre mondiale, situé sur le territoire de la commune de Sains-lès-Marquion, dans le département du Pas-de-Calais, au nord-ouest de Cambrai.

## Localisation
Ce cimetière est situé au sud-est du village de Sains-lès-Marquion, à l'angle de la D 15 et de la D 16. 

## Histoire

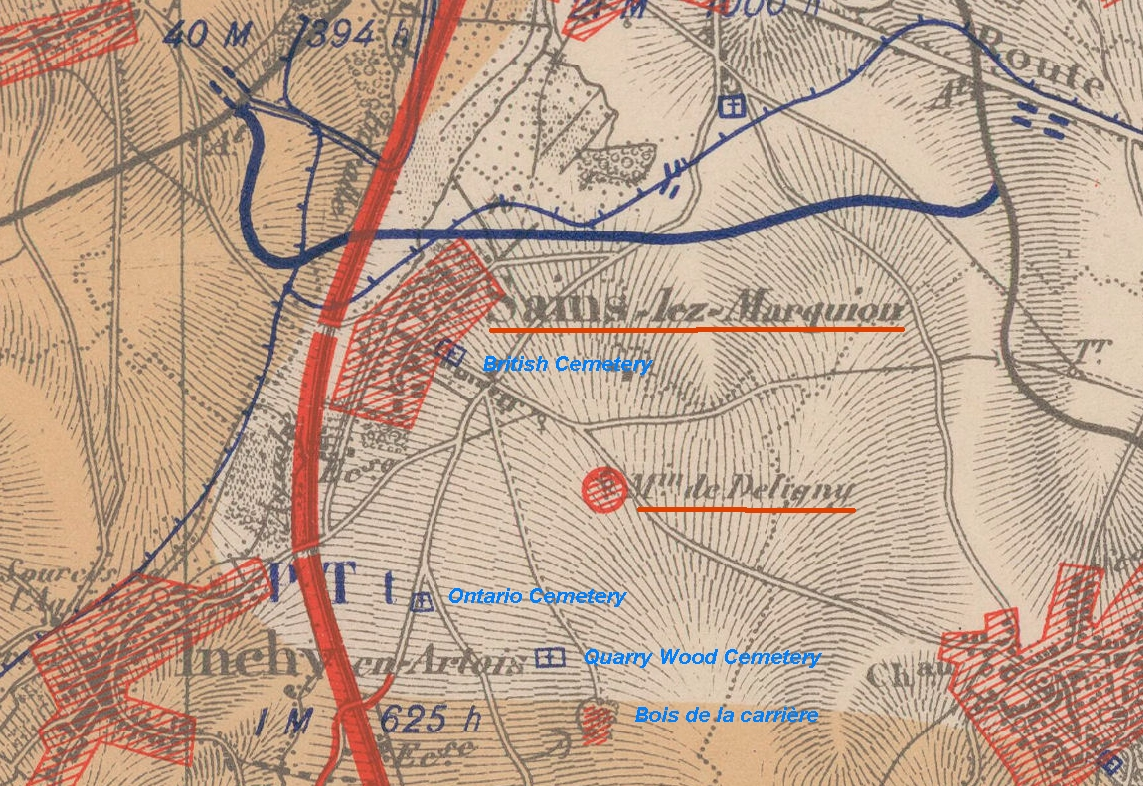
La carte des régions dévastées montre que le village a subi de nombreux dégâts.
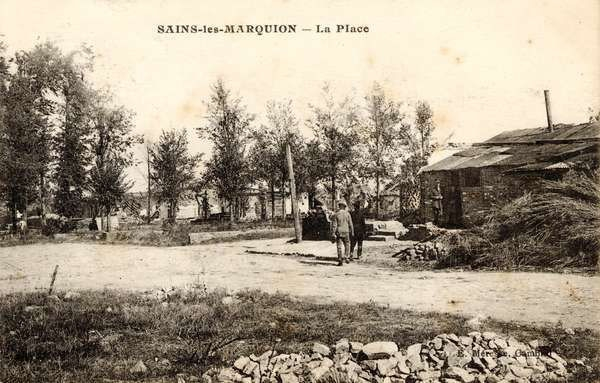
Les ruines du village à l'issue de la guerre 14-18.
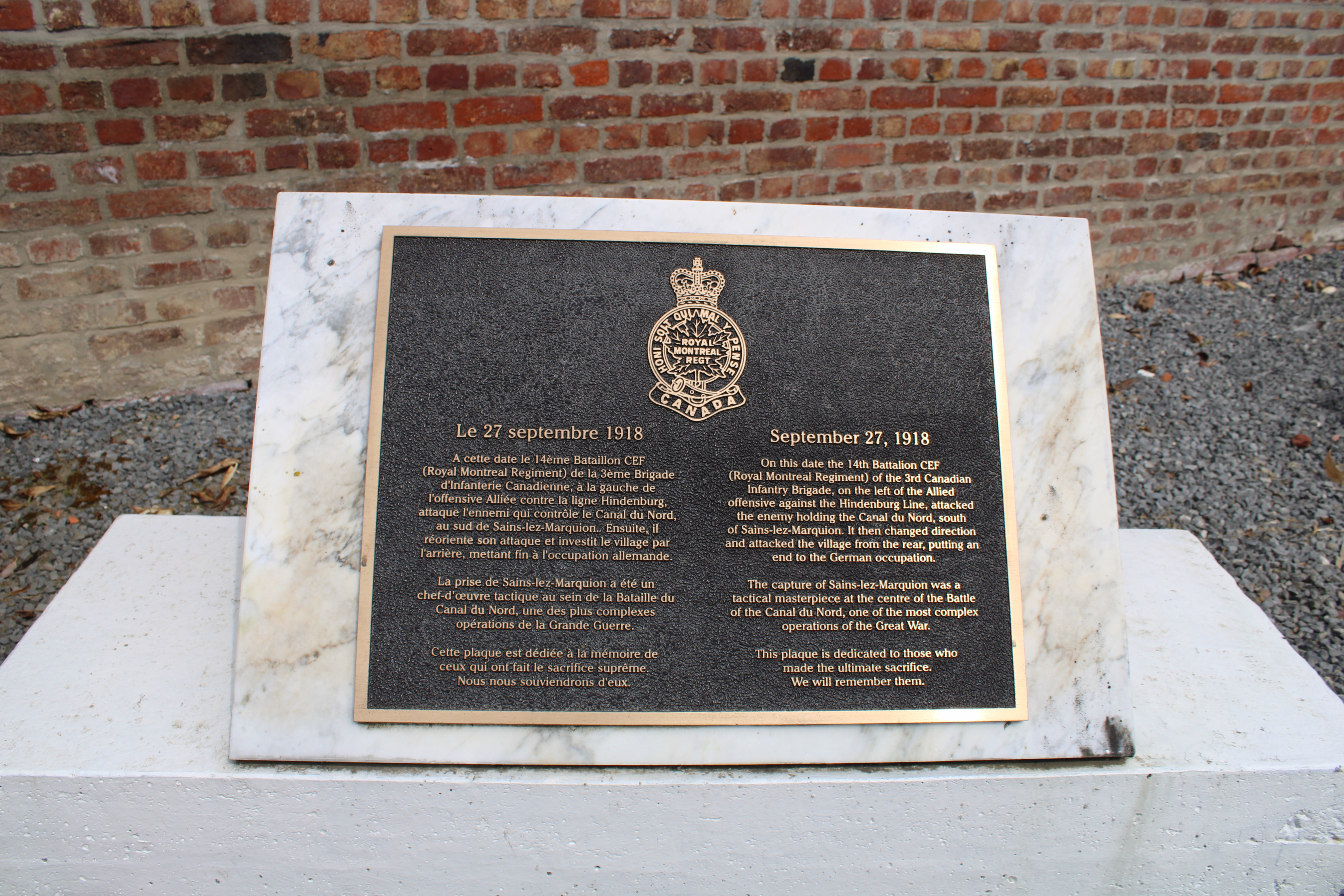
La plaque hommage aux soldats canadiens qui ont libéré le village en septembre 1918.

Le secteur est tombé aux mains des Allemands dès le début de la guerre fin août 1914 et restera loin des combats tout au long de la guerre, le front se stabilisant à une vingtaine de kilomètres à l'ouest du côté de Bapaume.
À partir du 8 août 1918, l'offensive des Cent-Jours est déclenchée et les troupes alliées progressent vers l'est. C'est l'armée canadienne qui est chargée du secteur de Sains-lès-Marquion. Évacué de ses habitants, le village, encore aux mains des Allemands est bombardé, et de nombreux soldats trouvent la mort lors des combats des 29, 30 septembre et 1er octobre 1918.
Le cimetière Sains-lès-Marquion Bristish Cemetery est créé fin septembre et début octobre 1918, pour inhumer les 183 soldats canadiens tombés lors de la prise de Sains-lès-Marquion. Après l'armistice, les corps d'autres victimes venant de cimetières provisoires des alentours sont rapatriés dans ce cimetière qui compte aujourd'hui 183 soldats canadiens, 71 Britanniques et un Australien. Parmi ceux-ci, 28 ne sont pas identifiés.

## Caractéristiques
Le cimetière a un plan rectangulaire de 30 mètres sur 20 et est clos par un mur de moellons. Une imposante arche en moellons marque l'entrée du cimetière.

## Sépultures
| Pays        | Sépultures |
| ----------- | ---------- |
| Royaume-Uni | 71         |
| Australie   | 1          |
| Canada      | 183        |
| Total       | 255        |

## Galerie

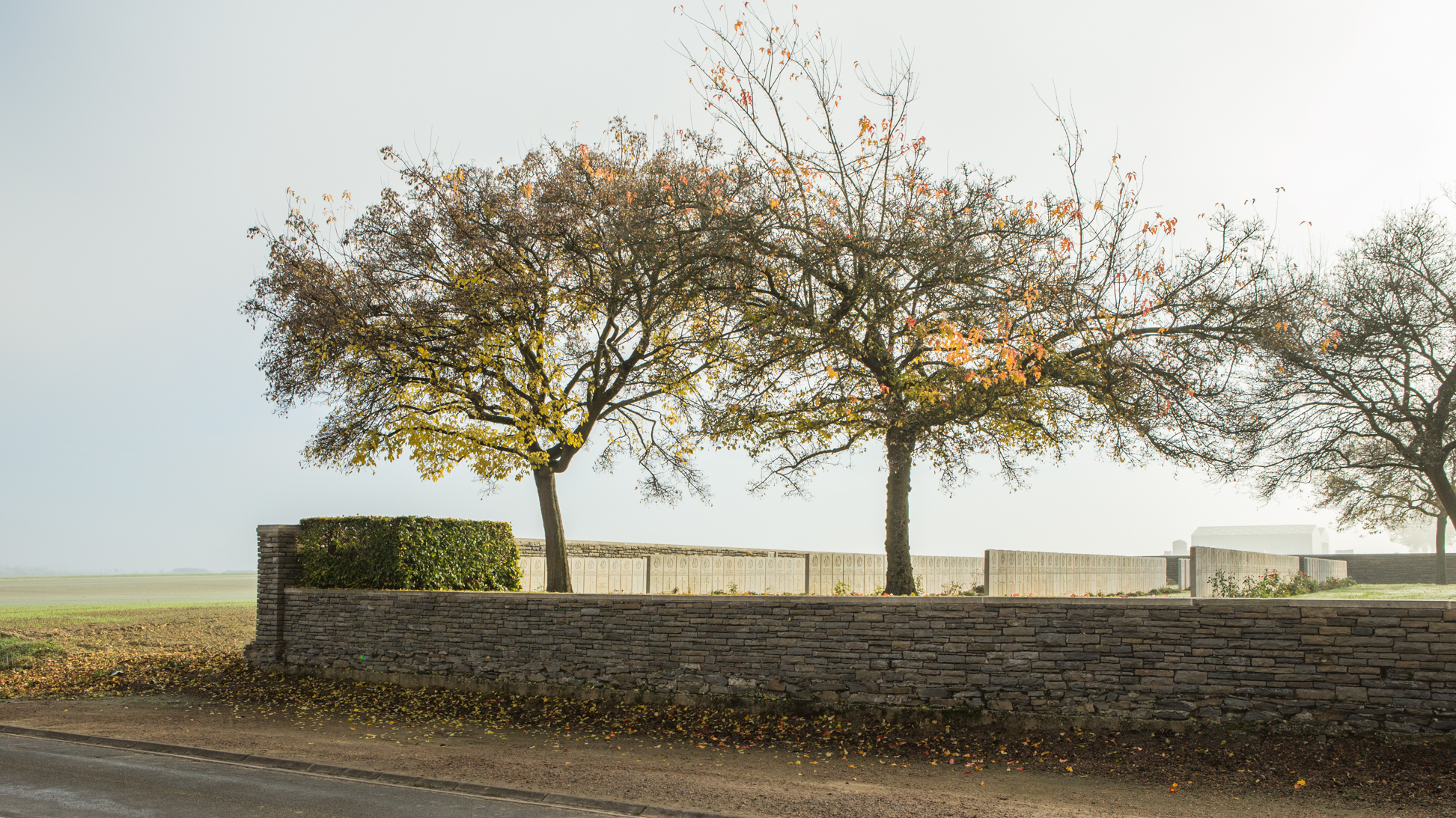
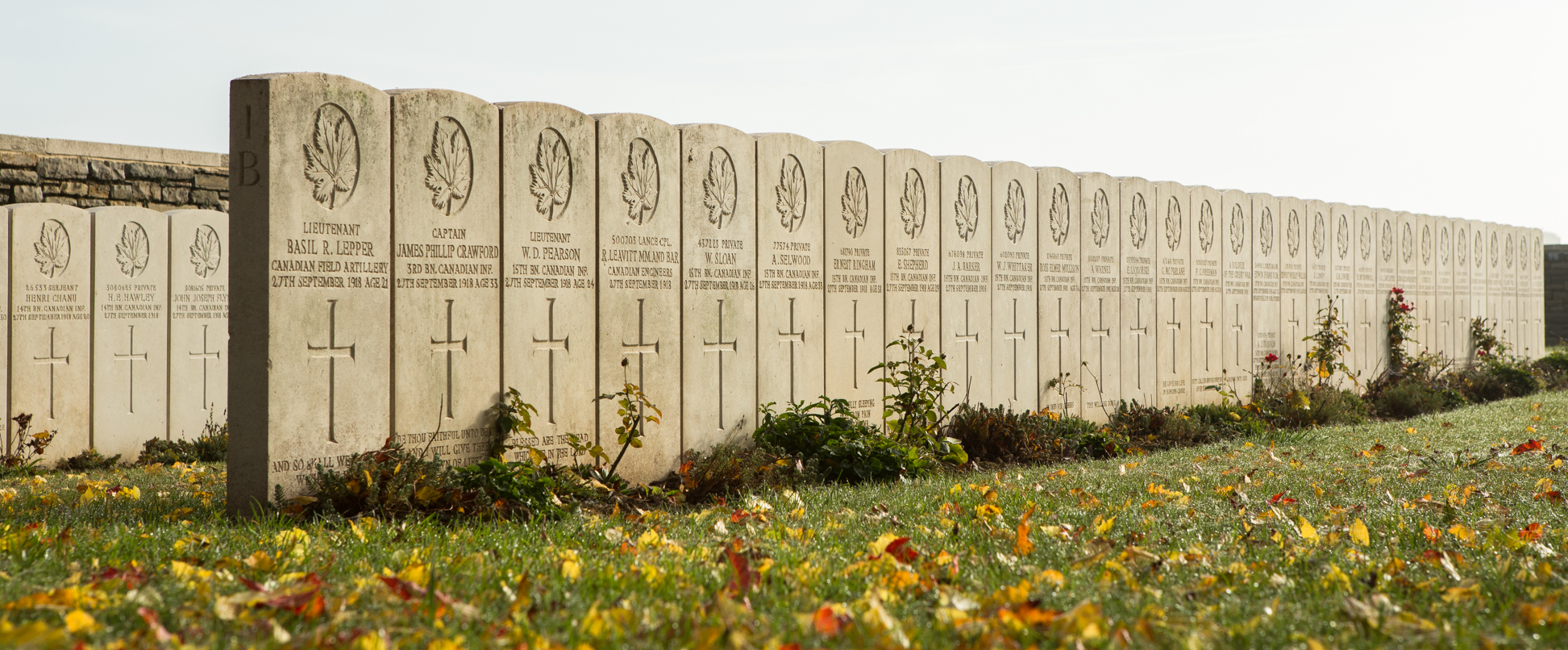
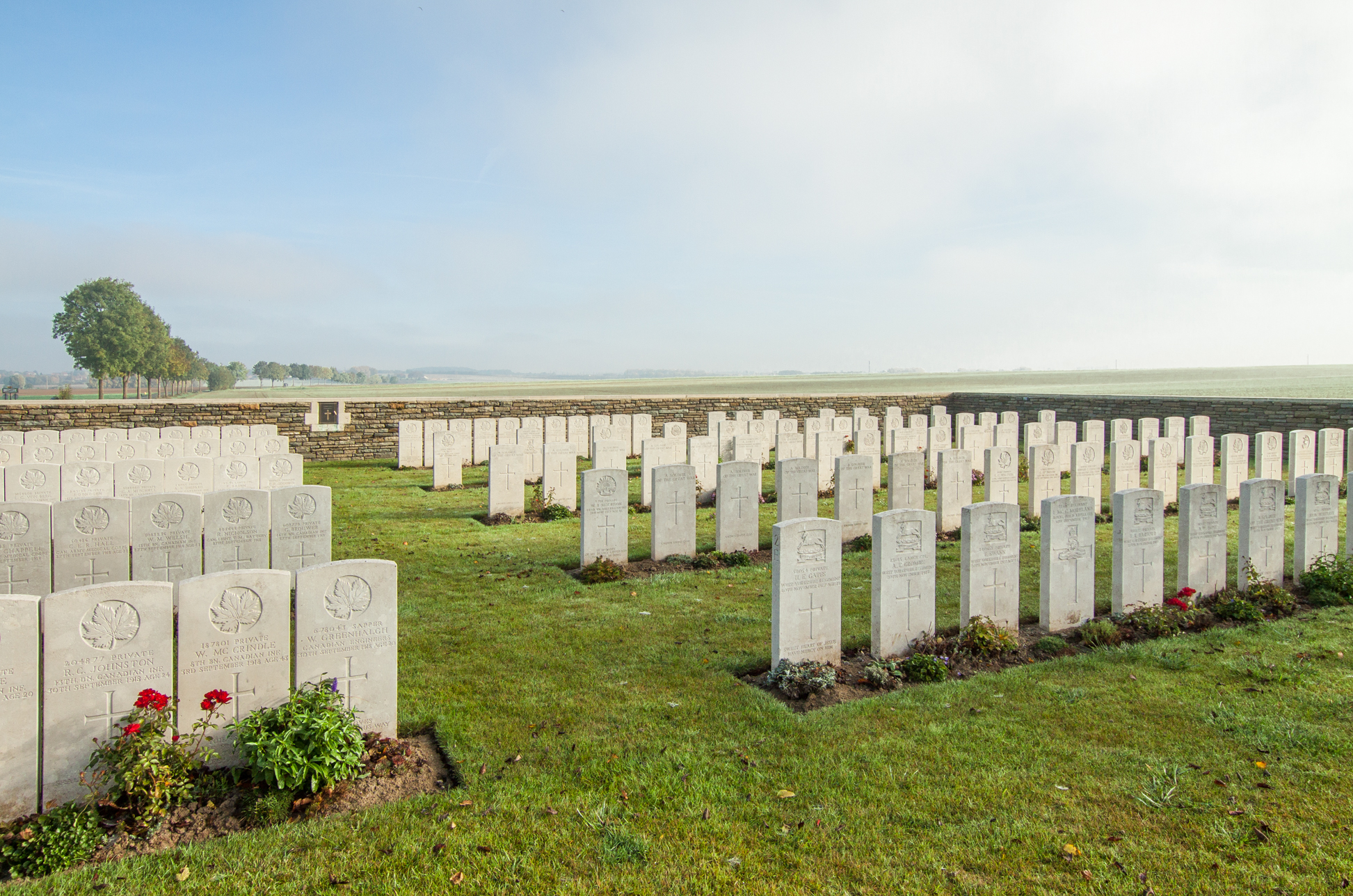
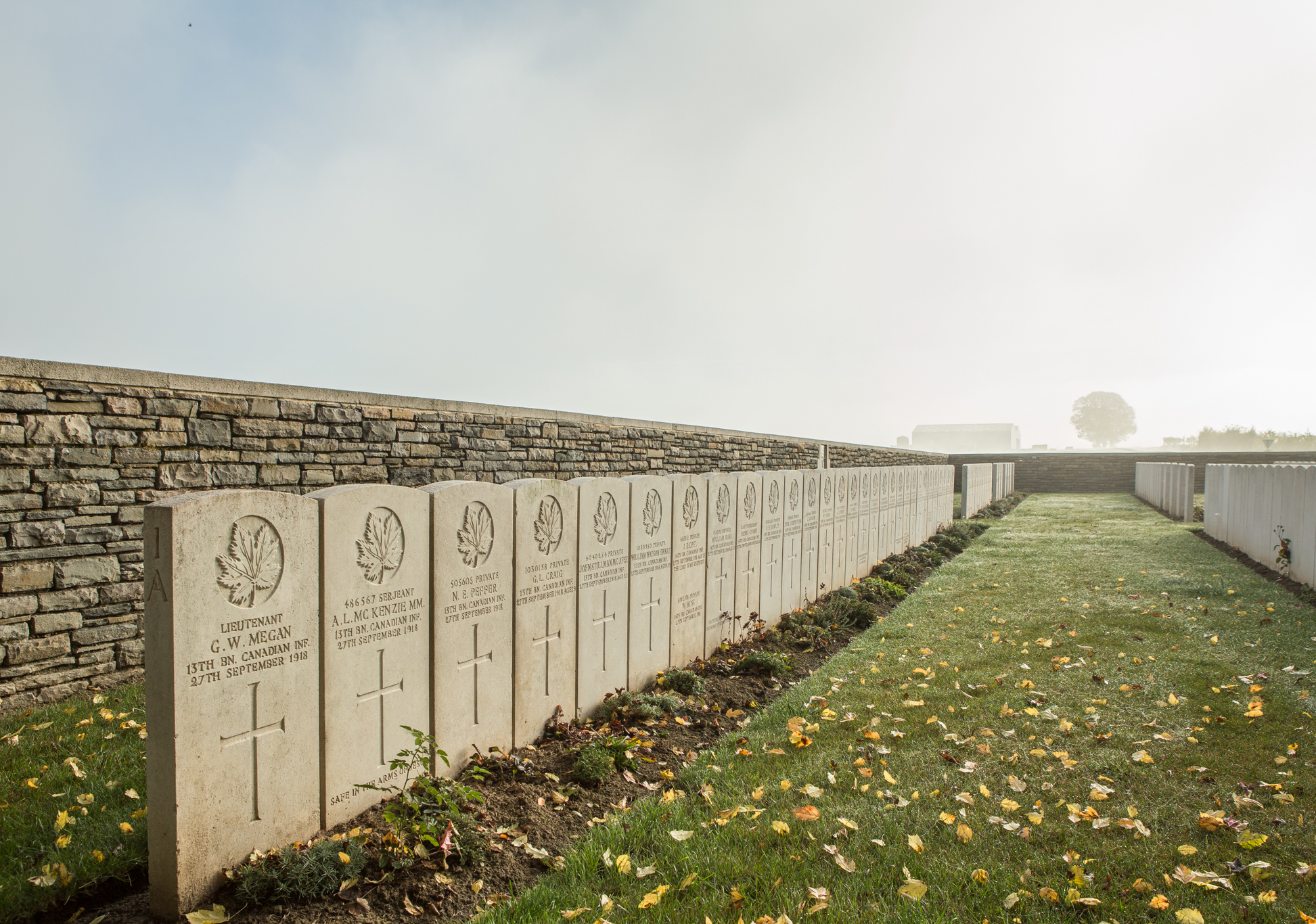
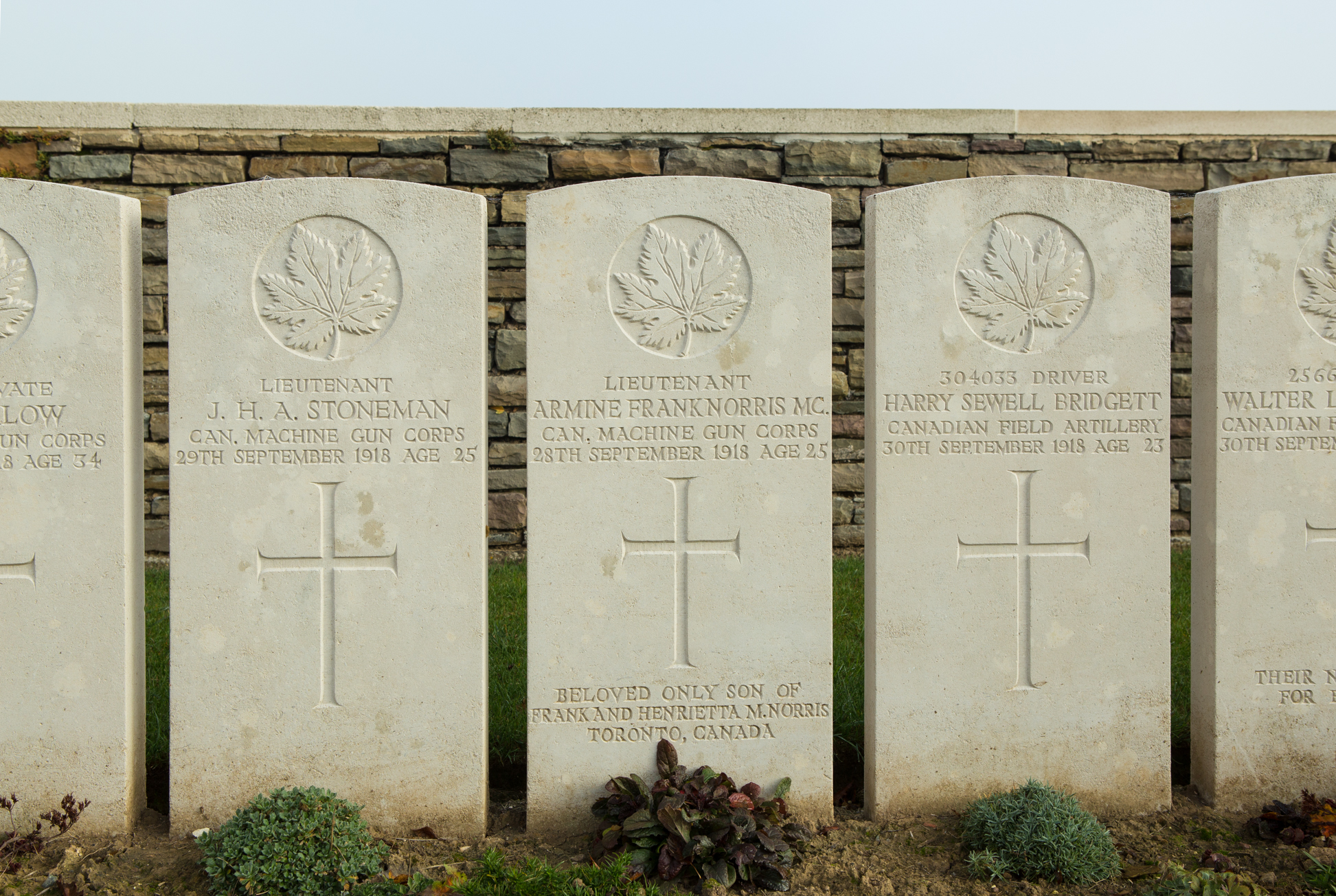
Les tombes de soldats canadiens tombés les 28, 29 et 30 septembre 1918.
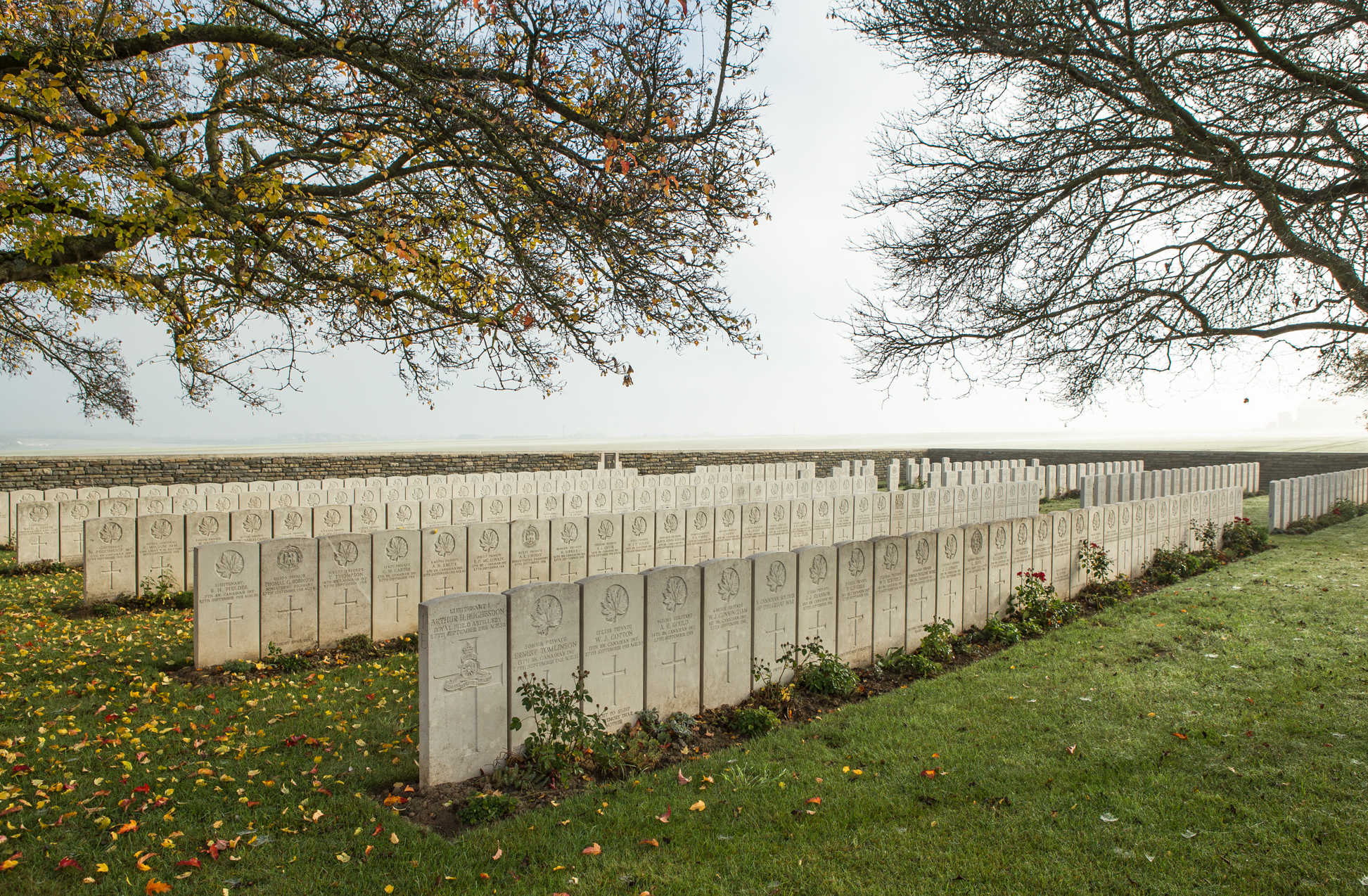

## Pour approfondir